# 格拉登 (亞利桑那州)
格拉登（英語：Gladden）是位於美國亞利桑那州馬里科帕縣的一個非建制地區。該地的面積和人口皆未知。

## 地理
格拉登的座標為33°54′09″N 113°17′58″W / 33.90250°N 113.29944°W，而該地的平均海拔高度為671米（即2201英尺）。